# Mary Curzon
Mary Victoria Curzon, baronessa Curzon av Kedleston, född 27 maj 1870, död 18 juli 1906, var vicedrottning av Indien som gift med  George Curzon, 1:e markis Curzon av Kedleston, som var brittisk vicekung i Indien 1899–1905.

## Biografi
Hon föddes i Chicago som dotter till den amerikanska livsmedelsmiljonären Levi Leiter och Mary Theresa Carver. Hon gjorde debut i sällskapslivet 1888 och introducerades 1890 för den brittiska societeten i London. Under andra hälften av 1800-talet hade det blivit vanligt för amerikanska miljonärer att gifta bort sina döttrar med brittiska adelsmän, vilket gav pengar till den brittiska familjen och adliga kontakter till den amerikanska, och Mary Curzon var ett av dessa exempel. Hon gifte sig 1895 med George Curzon, 1:e markis Curzon av Kedleston. 
Hennes make utsågs 1899 till Indiens vicekung. Hon var som vicedrottning en välkänd offentlig figur i representativa sammanhang. Hon engagerade sig i medicinska frågor och gav stöd till kvinnliga läkare och sjukvård för kvinnor i Indien. 
Hon tillhörde den kategori kvinnor som blev kända som "amerikanska arvtagerskor", kvinnor som i slutet av 1800-talet gifte in sig i den brittiska adeln. Under den edvardianska eran tillhörde hon, vid sidan av Consuelo Montagu, Nancy Astor, Beatrice Forbes, Maud Cunard och Ava Lowle Willing, alla så kallade "amerikanska arvtagerskor", de tongivande stil- och modeikonerna inom den brittiska överklassen.